# مدفع مطاردة

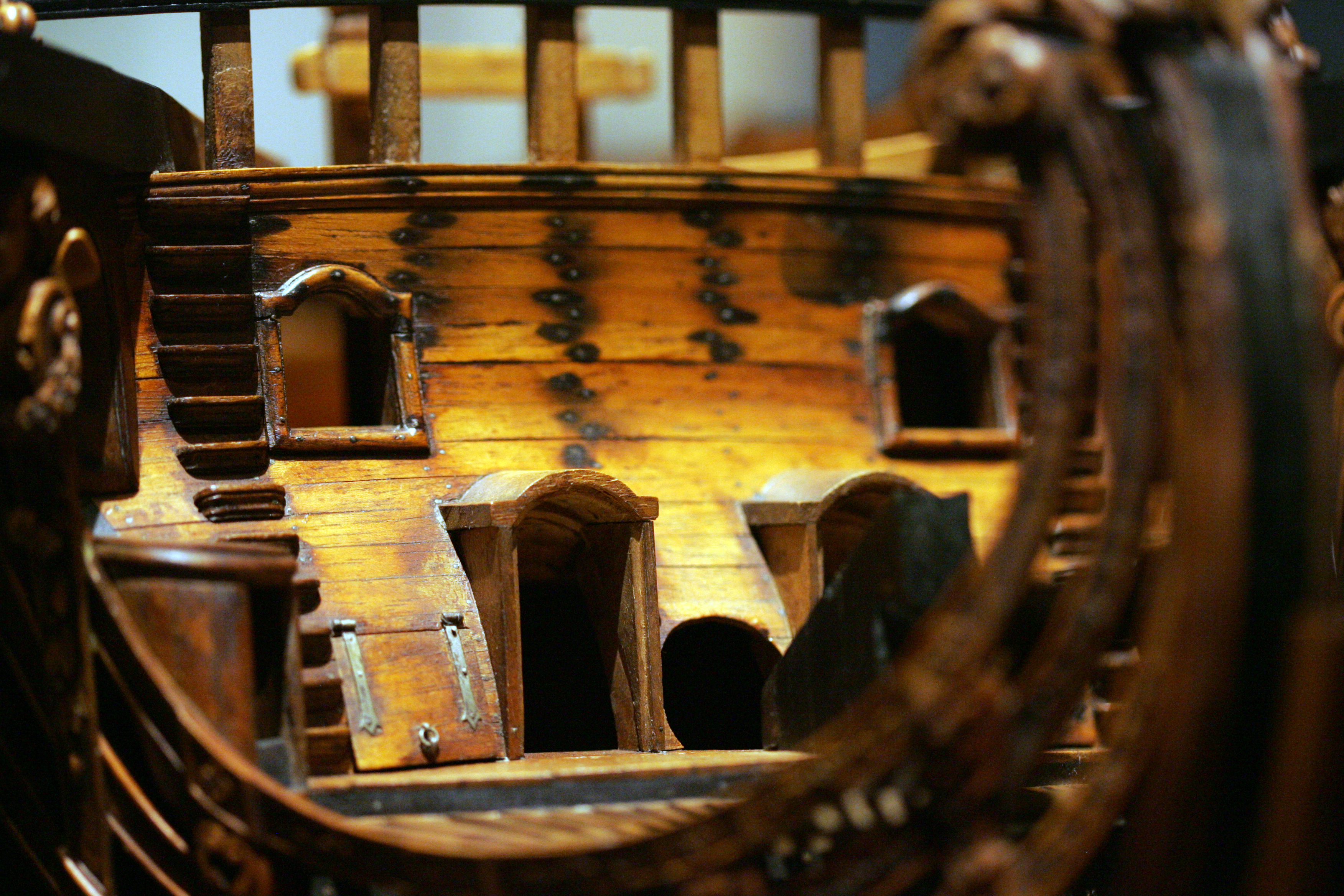

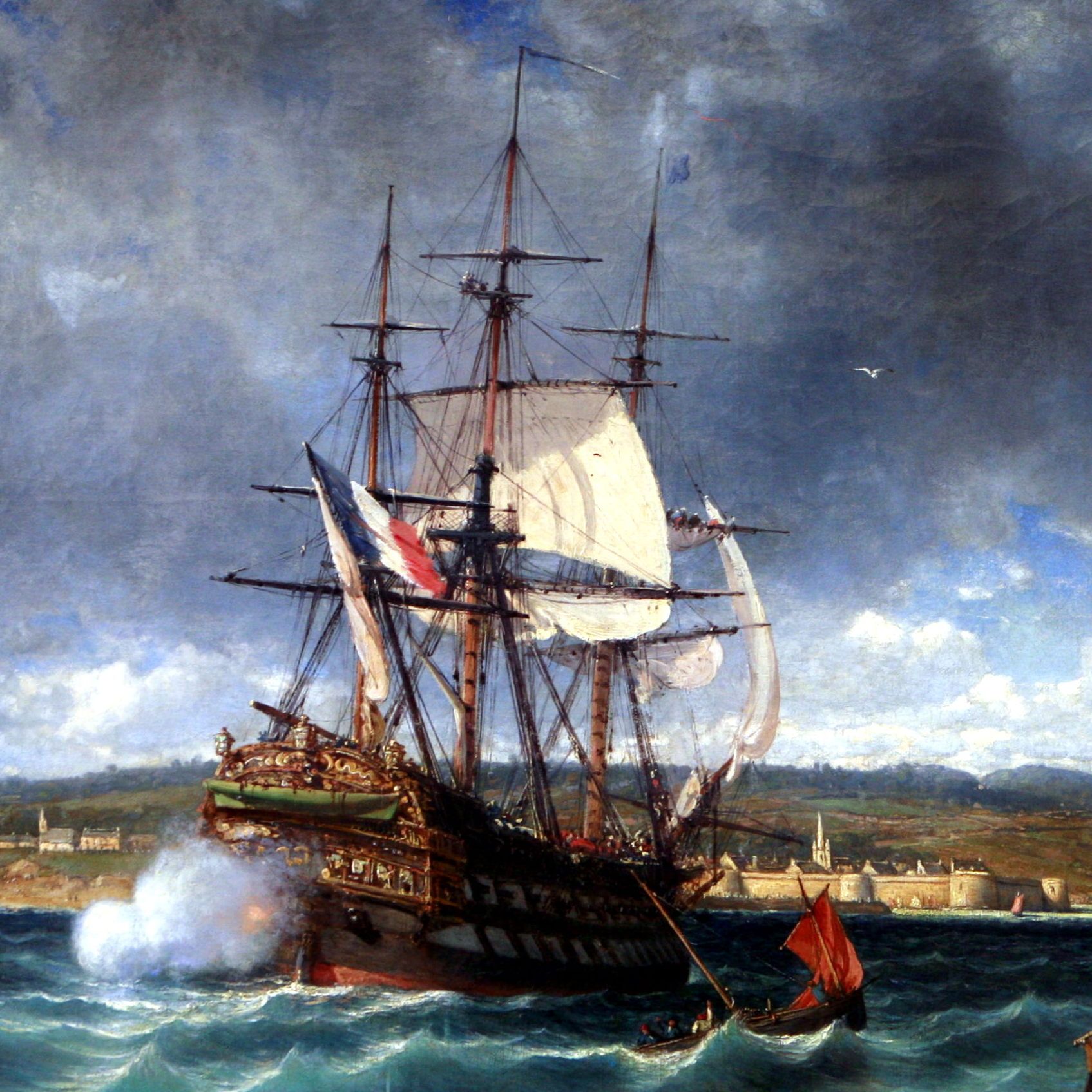
Vétéran التي طاردها سرب بريطاني تجد مأوى في ميناء كُنكَرنو. سحابة الدخان على رافدها تشير إلى أنها تطلق نارًا من مدفع المطاردة.

مدفع المطاردة هو مدفع كان يثبت في القيدوم (يصوب إلى الأمام) أو الكوثل (يصوب إلى الخلف) لسفينة شراعية. استخدم لمحاولة إبطاء سفن العدو.